# Danh sách di sản văn hóa Tây Ban Nha được quan tâm ở hạt Pla de l'Estany (tỉnh Girona)
Danh sách di sản văn hóa Tây Ban Nha được quan tâm ở hạt Pla de l'Estany (tỉnh Girona).

## Di tích theo thành phố

### B

#### Bañolas(Banyoles)
| Tên                             | Dạng                           | Địa điểm | Tọa độ                                        | Số hồ sơ tham khảo? | Ngày nhận danh hiệu? | Hình ảnh                                            |
| ------------------------------- | ------------------------------ | -------- | --------------------------------------------- | ------------------- | -------------------- | --------------------------------------------------- |
| Can Puig Bellacasa              | Di tích                        | Bañolas  | 42°07′22″B 2°46′46″Đ / 42,122778°B 2,779444°Đ | RI-51-0005796       | 08-11-1988           | Can Puig de la Bellacasa · Upload image             |
| Jardín Pesqueras và Paseos      | Jardín histórico               | Bañolas  | 42°07′11″B 2°45′27″Đ / 42,119767°B 2,757423°Đ | RI-52-0000049       | 12-11-1996           | Jardín de las Pesqueras y los Paseos · Upload image |
| Lago Bañolas và sus alrededores | Địa điểm lịch sử               | Bañolas  | 42°07′10″B 2°45′00″Đ / 42,119444°B 2,75°Đ     | RI-54-0000006       | 22-06-1951           | Lago de Bañolas y sus alrededores · Upload image    |
| Mas Tassi                       | Di tích                        | Bañolas  | 42°07′17″B 2°47′24″Đ / 42,121526°B 2,790117°Đ | RI-51-0005795       | 08-11-1988           | Upload image                                        |
| Tu viện San Esteban (Bañolas)   | Di tích Tu viện                | Bañolas  | 42°07′14″B 2°46′10″Đ / 42,120556°B 2,769444°Đ | RI-51-0003922       | 02-11-1973           | Monasterio de San Esteban · Upload image            |
| Bảo tàng Khảo cổ Comarcal       | Di tích Bảo tàng               | Bañolas  | 42°07′07″B 2°46′01″Đ / 42,118611°B 2,766944°Đ | RI-51-0001352       | 01-03-1962           | Museo Arqueológico Comarcal · Upload image          |
| Tòa thị chính Bañolas           | Nhóm di tích lich sử Cung điện | Bañolas  | 42°07′12″B 2°45′59″Đ / 42,119962°B 2,766487°Đ | RI-53-0000511       | 09-11-1999           | Plaza Mayor de Bañolas · Upload image               |

### C

#### Camós
| Tên         | Dạng         | Địa điểm | Tọa độ                                        | Số hồ sơ tham khảo? | Ngày nhận danh hiệu? | Hình ảnh     |
| ----------- | ------------ | -------- | --------------------------------------------- | ------------------- | -------------------- | ------------ |
| Mas Torre   | Di tích      | Camós    | 42°05′40″B 2°45′19″Đ / 42,094355°B 2,755288°Đ | RI-51-0005834       | 08-11-1988           | Upload image |
| Tháp (Sala) | Di tích Tháp | Camós    | 42°05′17″B 2°45′47″Đ / 42,088129°B 2,762961°Đ | RI-51-0005833       | 08-11-1988           | Upload image |

#### Cornellá del Terri(Cornellà del Terri)
| Tên                   | Dạng            | Địa điểm           | Tọa độ                                        | Số hồ sơ tham khảo? | Ngày nhận danh hiệu? | Hình ảnh     |
| --------------------- | --------------- | ------------------ | --------------------------------------------- | ------------------- | -------------------- | ------------ |
| Lâu đài Ravós Terri   | Di tích Lâu đài | Cornellá del Terri | 42°04′15″B 2°50′18″Đ / 42,070833°B 2,838333°Đ | RI-51-0005877       | 08-11-1988           | Upload image |
| Reig Torre            | Di tích         | Cornellá del Terri | 42°06′20″B 2°49′08″Đ / 42,105556°B 2,818889°Đ | RI-51-0005878       | 08-11-1988           | Upload image |
| Tháp Pujals Cavallers | Di tích Tháp    | Cornellá del Terri |                                               | RI-51-0005879       | 08-11-1988           | Upload image |

### E

#### Esponellá (Gerona)(Esponellà)
| Tên               | Dạng            | Địa điểm  | Tọa độ                                        | Số hồ sơ tham khảo? | Ngày nhận danh hiệu? | Hình ảnh                             |
| ----------------- | --------------- | --------- | --------------------------------------------- | ------------------- | -------------------- | ------------------------------------ |
| Can Bofí Torre    | Di tích         | Esponellá | 42°10′20″B 2°47′03″Đ / 42,172361°B 2,784028°Đ | RI-51-0005894       | 08-11-1988           | Upload image                         |
| Lâu đài Esponellá | Di tích Lâu đài | Esponellá | 42°10′45″B 2°47′27″Đ / 42,179167°B 2,790833°Đ | RI-51-0005893       | 08-11-1988           | Castillo de Esponellá · Upload image |

### F

#### Fontcuberta(Fontcoberta)
| Tên              | Dạng         | Địa điểm    | Tọa độ                                        | Số hồ sơ tham khảo? | Ngày nhận danh hiệu? | Hình ảnh     |
| ---------------- | ------------ | ----------- | --------------------------------------------- | ------------------- | -------------------- | ------------ |
| Tháp Fontcuberta | Di tích Tháp | Fontcuberta | 42°08′32″B 2°47′26″Đ / 42,142139°B 2,790556°Đ | RI-51-0005905       | 08-11-1988           | Upload image |

### P

#### Palol de Rebardit(Palol de Revardit)
| Tên                               | Dạng                | Địa điểm          | Tọa độ                                        | Số hồ sơ tham khảo? | Ngày nhận danh hiệu? | Hình ảnh     |
| --------------------------------- | ------------------- | ----------------- | --------------------------------------------- | ------------------- | -------------------- | ------------ |
| Lâu đài Bardera Mota              | Di tích Lâu đài     | Palol de Rebardit | 42°02′49″B 2°47′17″Đ / 42,047056°B 2,788139°Đ | RI-51-0006003       | 08-11-1988           | Upload image |
| Lâu đài Palol                     | Di tích Lâu đài     | Palol de Rebardit | 42°04′16″B 2°48′11″Đ / 42,071194°B 2,803056°Đ | RI-51-0006001       | 08-11-1988           | Upload image |
| Recinto amurallado Palol Rebardit | Di tích Tường thành | Palol de Rebardit |                                               | RI-51-0006002       | 08-11-1988           | Upload image |

#### Porqueras(Porqueres)
| Tên                                                 | Dạng            | Địa điểm  | Tọa độ                                        | Số hồ sơ tham khảo? | Ngày nhận danh hiệu? | Hình ảnh                                                                           |
| --------------------------------------------------- | --------------- | --------- | --------------------------------------------- | ------------------- | -------------------- | ---------------------------------------------------------------------------------- |
| Lâu đài Porqueras                                   | Di tích Lâu đài | Porqueras | 42°07′20″B 2°44′53″Đ / 42,122222°B 2,748056°Đ | RI-51-0006035       | 08-11-1988           | Upload image                                                                       |
| Delimitación entorno protección Nhà thờ Santa María | Di tích Entorno | Porqueras | 42°07′19″B 2°44′55″Đ / 42,121806°B 2,748611°Đ | RI-51-0000570-00001 | 01-08-1995           | Delimitación del entorno de protección de la Iglesia de Santa María · Upload image |
| Nhà thờ Santa María (Porqueras)                     | Di tích Nhà thờ | Porqueras | 42°07′19″B 2°44′55″Đ / 42,121806°B 2,748611°Đ | RI-51-0000570       | 03-06-1931           | Iglesia de Santa María · Upload image                                              |
| Tháp Can Traver                                     | Di tích Tháp    | Porqueras | 42°09′01″B 2°45′30″Đ / 42,15038°B 2,758252°Đ  | RI-51-0006037       | 08-11-1988           | Upload image                                                                       |
| Tháp Pujarnol                                       | Di tích Tháp    | Porqueras | 42°06′07″B 2°42′28″Đ / 42,101944°B 2,707778°Đ | RI-51-0006036       | 08-11-1988           | Upload image                                                                       |
| Thápcalc                                            | Di tích Tháp    | Porqueras | 42°06′00″B 2°43′39″Đ / 42,1°B 2,7275°Đ        | RI-51-0006038       | 08-11-1988           | Upload image                                                                       |

### S

#### San Miguel de Campmajor(Sant Miquel de Campmajor)
| Tên             | Dạng            | Địa điểm                | Tọa độ                                        | Số hồ sơ tham khảo? | Ngày nhận danh hiệu? | Hình ảnh     |
| --------------- | --------------- | ----------------------- | --------------------------------------------- | ------------------- | -------------------- | ------------ |
| Lâu đài Falgons | Di tích Lâu đài | San Miguel de Campmajor | 42°06′28″B 2°39′48″Đ / 42,107778°B 2,663333°Đ | RI-51-0006097       | 08-11-1988           | Upload image |
| Lâu đài Roca    | Di tích Lâu đài | San Miguel de Campmajor | 42°09′49″B 2°40′49″Đ / 42,163611°B 2,680278°Đ | RI-51-0006101       | 08-11-1988           | Upload image |
| Tháp Brió       | Di tích Tháp    | San Miguel de Campmajor | 42°10′08″B 2°41′20″Đ / 42,169°B 2,68902°Đ     | RI-51-0006100       | 08-11-1988           | Upload image |
| Tháp Ginestá    | Di tích Tháp    | San Miguel de Campmajor | 42°07′59″B 2°42′16″Đ / 42,133056°B 2,704444°Đ | RI-51-0006098       | 08-11-1988           | Upload image |
| Tháp Guaita     | Di tích Tháp    | San Miguel de Campmajor |                                               | RI-51-0006099       | 08-11-1988           | Upload image |

#### Seriñá(Serinyà)
| Tên               | Dạng            | Địa điểm | Tọa độ                                        | Số hồ sơ tham khảo? | Ngày nhận danh hiệu? | Hình ảnh     |
| ----------------- | --------------- | -------- | --------------------------------------------- | ------------------- | -------------------- | ------------ |
| Cal Ferrer Torres | Di tích         | Seriñá   | 42°09′57″B 2°44′53″Đ / 42,165833°B 2,748056°Đ | RI-51-0006114       | 08-11-1988           | Upload image |
| Lâu đài Teiá      | Di tích Lâu đài | Seriñá   | 42°09′45″B 2°45′13″Đ / 42,1625°B 2,753611°Đ   | RI-51-0006112       | 08-11-1988           | Upload image |
| Tháp Hereu        | Di tích Tháp    | Seriñá   | 42°11′12″B 2°46′00″Đ / 42,186667°B 2,766667°Đ | RI-51-0006113       | 08-11-1988           | Upload image |

### V

#### Vilademuls
| Tên                           | Dạng                | Địa điểm          | Tọa độ                                        | Số hồ sơ tham khảo? | Ngày nhận danh hiệu? | Hình ảnh     |
| ----------------------------- | ------------------- | ----------------- | --------------------------------------------- | ------------------- | -------------------- | ------------ |
| Nhà Pols                      | Di tích             | Vilademuls        | 42°08′20″B 2°53′18″Đ / 42,138891°B 2,88834°Đ  | RI-51-0006174       | 08-11-1988           | Upload image |
| Lâu đài Vilademuls            | Di tích Lâu đài     | Vilademuls        | 42°08′18″B 2°53′17″Đ / 42,138333°B 2,888056°Đ | RI-51-0006170       | 08-11-1988           | Upload image |
| Recinto amurallado Olives     | Di tích Tường thành | Vilademuls Olives | 42°05′54″B 2°52′18″Đ / 42,09847°B 2,87171°Đ   | RI-51-0006172       | 08-11-1988           | Upload image |
| Recinto amurallado Vilademuls | Di tích Tường thành | Vilademuls        | 42°08′18″B 2°53′17″Đ / 42,138398°B 2,887958°Đ | RI-51-0006171       | 08-11-1988           | Upload image |
| Tháp San Marcial              | Di tích Tháp        | Vilademuls        | 42°07′32″B 2°52′05″Đ / 42,125472°B 2,868056°Đ | RI-51-0006173       | 08-11-1988           | Upload image |